# Le Kremlin-Bicêtre
Le Kremlin-Bicêtre is een gemeente in het Franse departement Val-de-Marne (regio Île-de-France) en telt 25.292 inwoners (2016). De plaats maakt deel uit van het arrondissement L'Haÿ-les-Roses.

## Geografie
De oppervlakte van Le Kremlin-Bicêtre bedraagt 1,5 km², de bevolkingsdichtheid is 16.861 inwoners per km².
De onderstaande kaart toont de ligging van Le Kremlin-Bicêtre met de belangrijkste infrastructuur en aangrenzende gemeenten.

## Demografie
Onderstaande figuur toont het verloop van het inwonertal (bron: INSEE-tellingen).

## Geboren in Le Kremlin-Bicêtre
- Suzanne Flon (1918-2005), actrice

## Onderwijs
- E-Artsup
- École pour l'informatique et les nouvelles technologies
- École pour l'informatique et les techniques avancées

## Culturele inspiratie
De plaats wordt genoemd in het lied Un clair de lune à Maubeuge van Bourvil